# Stracoș, Bihor
Stracoș este un sat în comuna Drăgești din județul Bihor, Crișana, România.
 Acest articol despre o localitate din județul Bihor este deocamdată un ciot. Puteți ajuta Wikipedia prin completarea lui.